# Ringwould with Kingsdown
Ringwould with Kingsdown – civil parish w Anglii, w Kent, w dystrykcie Dover. W 2011 civil parish liczyła 2030 mieszkańców.